# کلمنس ریدل
کلمنس ریدل (انگلیسی: Clemens Riedel؛ زادهٔ ۱۹ ژوئیهٔ ۲۰۰۳) بازیکن فوتبال است.